# يوهان يواخيم بيشر
يوهان يواخيم بيشر (بالألمانية: Johann Joachim Becher) هو باحث وطبيب وخيميائي وعالم اقتصاد ألماني عاش في الفترة بين 1635 - 1682.
اشتهر بيشر بتطويره لنظرية الفلوجستون من أجل تفسير ظاهرة الاحتراق.

## حياته
ولد يوهان يواخيم بيشر في شباير في 6 أيار/مايو سنة 1635، ونشأ يتيماً بعد وفاة والده. درس بيشر في جامعة ماينتس منذ سنة 1652، حيث تخصص في الطب.
في سنة 1666 أصبح عضواً في دائرة الاقتصاد في مدينة فيينا في النمسا، وذلك بدعم من رئيس وزراء الإمبراطور ليوبولد الأول.

## أعماله
يشتهر يوهان يواخيم بيشر بآرائه حول نظرية الفلوجستون وذلك عندما نشرها في كتابه Physica Subterranea.
كما يعد بيشر من المساهمين الأساسيين في تأسيس مبادئ الإتجارية في ألمانيا، وكذلك الإدارة والمالية العامة (الكاميرالية Cameralism) النمساوية.

## روابط خارجية
- يوهان يواخيم بيشر على موقع الموسوعة البريطانية (الإنجليزية)